# François Viljoen
Pour les articles homonymes, voir Viljoen.
Pas d'image ? Cliquez ici

a Compétitions nationales et continentales officielles uniquement.

b Matchs officiels uniquement.
Dernière mise à jour le 15 novembre 2024.
François Viljoen ou Francois Viljoen, est né le 16 mai 1981 à Oakland en Californie (États-Unis). C'est un joueur de rugby à XV, qui a joué avec l'équipe des États-Unis de 2004 à 2007, évoluant au poste d'arrière.

## Biographie
François Viljoen commence à jouer au rugby à XV à l'âge de six ans. Il finit ses études à la Pretoria Boys High School (Afrique du Sud) en 1999, il va ensuite à l'University of Pretoria. Il y a joué pendant ses études et il a été le meilleur réalisateur de l'université en 2001. Viljoen a gagné le championnat des provinces des moins de 21 ans avec les Blue Bulls en Afrique du Sud. François Viljoen a eu sa première cape internationale le 30 mai 2004 à l'occasion d'un match contre l'équipe de Russie. Il a été retenu dans le groupe pour la Coupe du monde 2007, mais doit finalement déclarer forfait à cause d'une blessure au genou.

## Statistiques en équipe nationale
- 18 sélections
- 69 points, 1 essai, 8 transformations, 16 pénalités
- Sélections par années : 5 en 2004, 5 en 2005, 5 en 2006, 3 en 2007

## Anecdote
Viljoen est un nom de famille courant en Afrique du Sud. Il a pour aïeul le huguenot français François Villion (1646-1690), le nom est devenu ensuite Viljoen[réf. nécessaire].